# Pedro Aguado Cuesta
Pedro Aguado Cuesta (Bilbao, 26 giugno 1957) è un vescovo cattolico spagnolo, dal 29 marzo 2025 vescovo di Huesca e di Jaca.

## Biografia
Pedro Aguado Cuesta è nato a Bilbao il 26 giugno 1957.

### Formazione e ministero sacerdotale
Ha completato la sua formazione presso la scuola "Calasanzio" della sua città natale, un istituto gestito dai Chierici regolari poveri della Madre di Dio delle scuole pie.
Nel 1974 è entrato nel noviziato di Orendain dei Chierici regolari poveri della Madre di Dio delle scuole pie. Il 24 agosto dell'anno successivo ha pronunciato i primi voti. Poi è stato inviato nella comunità formativa di Bilbao, provincia appena creata. Il 25 agosto 1979 ha emesso la professione solenne nella comunità "San Giuseppe Calasanzio" di Pamplona.
Nel 1978 ha iniziato gli studi di magistero presso la Facoltà di magistero "Nostra Signora di Begoña" a Bilbao. Nel 1982 ha conseguito la laurea in scienze ecclesiastiche presso il Centro Superiore di Teologia, dipendente dall'Università di Navarra a Pamplona. Nel 1988 ha ottenuto la laurea in filosofia e scienze dell'educazione all'Università di Deusto.
Il 24 ottobre 1981 è stato ordinato diacono. Il 13 giugno dell'anno successivo è stato ordinato presbitero da monsignor José María Cirarda Lachiondo, arcivescovo metropolita di Pamplona e vescovo di Tudela. Ha prestato servizio come economo dello juniorato 1 di Bilbao dal 1975 al 1978,  economo dello juniorato 2 di Pamplona dal 1978 al 1982, economo e responsabile della pastorale vocazionale della comunità "Giovanni XXIII" di Pamplona dal 1982 al 1985, responsabile della pastorale presso la scuola "Calasanzio" di Pamplona dal 1982 al 1985, responsabile della pastorale presso la scuola "Calasanzio" di Bilbao dal 1985 al 1995, rettore e responsabile degli juniori della provincia di Guascogna dal 1985 al 1995, assistente provinciale della stessa dal 1988 al 1995, superiore provinciale della medesima dal 1995 al 2007 e superiore provinciale della nuova provincia "Emmaus" dal 2007 al 2009.
Il 4 luglio 2009 il 46º capitolo generale dei Chierici regolari poveri della Madre di Dio delle scuole pie lo ha eletto superiore generale. Nel 2015 è stato confermato in tale incarico. Nel 48º capitolo generale, celebrato nel 2022, è stato rieletto per un terzo mandato con il permesso della Santa Sede.
Il 17 dicembre 2016 è stato nominato consultore della Congregazione per l'educazione cattolica. Il 18 febbraio 2023 è stato nominato consultore del Dicastero per la cultura e l'educazione.
È stato anche membro del consiglio esecutivo dell'Unione dei Superiori Generali dal 2012 al 2021 ed è stato presidente della commissione per l'educazione dell'Unione  delle Unioni dei Superiori e delle Superiore Generali dal 2009 al 2025.

### Ministero episcopale
Il 29 marzo 2025 papa Francesco lo ha nominato vescovo di Huesca e di Jaca, due sedi unite in persona episcopi. Il 13 giugno 2025 ha emesso la professione di fede e pronunciato il suo giuramento di fedeltà alla Sede Apostolica nell'eremo di Salas. Ha ricevuto l'ordinazione episcopale il giorno successivo nella cattedrale di Santa Maria a Huesca dal cardinale João Braz de Aviz, prefetto del Dicastero per gli istituti di vita consacrata e le società di vita apostolica, co-consacranti l'arcivescovo metropolita di Saragozza Carlos Manuel Escribano Subías e l'arcivescovo emerito della stessa arcidiocesi e amministratore apostolico di Huesca e di Jaca Vicente Jiménez Zamora. Durante la stessa celebrazione ha preso possesso della diocesi. Il giorno successivo ha preso possesso anche della diocesi di Jaca con una cerimonia tenutasi nella cattedrale di San Pietro a Jaca.

## Genealogia episcopale
La genealogia episcopale è:
- Cardinale Scipione Rebiba
- Cardinale Giulio Antonio Santori
- Cardinale Girolamo Bernerio, O.P.
- Arcivescovo Galeazzo Sanvitale
- Cardinale Ludovico Ludovisi
- Cardinale Luigi Caetani
- Cardinale Ulderico Carpegna
- Cardinale Paluzzo Paluzzi Altieri degli Albertoni
- Papa Benedetto XIII
- Papa Benedetto XIV
- Papa Clemente XIII
- Cardinale Marcantonio Colonna
- Cardinale Giacinto Sigismondo Gerdil, B.
- Cardinale Giulio Maria della Somaglia
- Cardinale Carlo Odescalchi, S.I.
- Cardinale Costantino Patrizi Naro
- Cardinale Lucido Maria Parocchi
- Papa Pio X
- Cardinale Gaetano De Lai
- Cardinale Raffaele Carlo Rossi, O.C.D.
- Cardinale Amleto Giovanni Cicognani
- Arcivescovo Carmine Rocco
- Vescovo Domingos Gabriel Wisniewski, C.M.
- Cardinale João Braz de Aviz
- Vescovo Pedro Aguado Cuesta, Sch. P.